# Теттнолл (округ, Джорджія)
Шаблон:StateAbbr_ 32°02′ пн. ш. 82°04′ зх. д. / 32.04° пн. ш. 82.06° зх. д.
Округ  Теттнолл (англ. Tattnall County) — округ (графство) у штаті  Джорджія, США. Ідентифікатор округу 13267.

## Історія
Округ утворений 1801 року.

## Демографія
За даними перепису 
2000 року 
загальне населення округу становило 22305 осіб, зокрема міського населення було 4741, а сільського — 17564.
Серед мешканців округу чоловіків було 12858, а жінок — 9447. В окрузі було 7057 домогосподарств, 4874 родин, які мешкали в 8578 будинках.
Середній розмір родини становив 3,12.
Віковий розподіл населення поданий у таблиці:
| Стать    | До 15 років | 15-21 | 22-29 | 30-39 | 40-49 | 50-65 | 65-85 | Понад 85 |
| -------- | ----------- | ----- | ----- | ----- | ----- | ----- | ----- | -------- |
| Чоловіки | 2152        | 1360  | 2248  | 2585  | 1924  | 1586  | 916   | 87       |
| Жінки    | 2044        | 909   | 946   | 1325  | 1245  | 1475  | 1291  | 212      |

## Суміжні округи
- Кендлер — північ
- Еванс — північний схід
- Ліберті — схід
- Лонг — південний схід
- Вейн — південь
- Апплінг — південний захід
- Тумс — захід
- Емануель — північний захід

## Виноски
1. ↑  U.S. Decennial Census. United States Census Bureau. Процитовано 26 червня 2014.
2. ↑  Historical Census Browser. University of Virginia Library. Архів оригіналу за 11 серпня 2012. Процитовано 26 червня 2014.
3. ↑  Population of Counties by Decennial Census: 1900 to 1990. United States Census Bureau. Процитовано 26 червня 2014.
4. ↑  Census 2000 PHC-T-4. Ranking Tables for Counties: 1990 and 2000 (PDF). United States Census Bureau. Процитовано 26 червня 2014.
5. ↑  State & County QuickFacts. United States Census Bureau. Архів оригіналу за 17 січня 2016. Процитовано 26 червня 2014. [Архівовано 2016-01-17 у Wayback Machine.](англ.) Наведено за англійською вікіпедією.
6. ↑  American FactFinder. Бюро перепису населення США. Архів оригіналу за 26 лютого 2012. Процитовано 31 січня 2008. [Архівовано 2008-05-21 у Wayback Machine.]

| США | Це незавершена стаття з географії США. Ви можете допомогти проєкту, виправивши або дописавши її. |